# بين ويلسون (سياسي)
بين ويلسون (بالإنجليزية: Ben Wilson) هو مدرب رياضي ولاعب كرة قدم أسترالية وسياسي أسترالي، ولد في 25 فبراير 1977. حزبياً، نشط في حزب الكرامة (جنوب أستراليا).

## روابط خارجية
- بين ويلسون على موقع AustralianFootball.com (الإنجليزية)
- بين ويلسون على موقع AFLtables.com (الإنجليزية)